# تيم كالدويل (متزحلق)
تيم كالدويل (بالإنجليزية: Tim Caldwell)‏ هو متزحلق أمريكي، ولد في 4 فبراير 1954 في براتلبورو في الولايات المتحدة.

## وصلات خارجية
- تيم كالدويل على موقع الاتحاد الدولي للتزلج (التزلج الريفي) (الإنجليزية)
- تيم كالدويل على موقع أوليمبيديا (الإنجليزية)